# ماه‌ها و زیتون
ماه‌ها و زیتون (عربی: قمران وزيتونة) یک فیلم به کارگردانی عبداللطیف عبدالحمید است که در سال ۲۰۰۱ منتشر شد.
این فیلم در سال ۲۰۰۱ برنده جایزه بهترین کارگردانی از جشنواره فیلم مسقط شده‌بود.